# Benno Kruska
Benno Kruska (* 6. Mai 1849 in Ciazyn, Provinz Posen; † 24. April 1933) war ein preußischer Generalmajor.

## Leben
Kruska trat am 1. Oktober 1867 als Dreijährig-Freiwilliger in das 1. Niederschlesische Infanterie-Regiment Nr. 46 der Preußischen Armee ein und avancierte bis Anfang Februar 1869 zum Sekondeleutnant. Während des Krieges gegen Frankreich nahm er an den Schlachten bei Weißenburg, Wörth, Sedan, der Einschließung und Belagerung von Paris sowie den Gefechten am Petit Bicêtre, bei Châtillon, La Malmaison und am Mont Valérien teil. Er wirkte vom 1. November bis zum 24. Dezember 1870 als Bataillons- sowie anschließend als Regimentsadjutant und wurde mit dem Eisernen Kreuz II. Klasse ausgezeichnet.
Nach dem Friedensschluss war er ab November 1872 auf ein Jahr zur Gewehrfabrik in Erfurt und zur weiteren Ausbildung vom 1. Oktober 1874 bis zum 23. Juli 1877 zur Kriegsakademie in Berlin kommandiert. Während dieses Kommandos erfolgte am 21. Juli 1876 seine Beförderung zum Premierleutnant. Am 22. März 1881 wurde Kruska mit Wirkung zum 1. April 1881 in das neuformierte Infanterie-Regiment Nr. 99 versetzt. Dort avancierte er am 12. Februar 1884 zum Hauptmann und Kompaniechef. Unter Stellung à la suite war Kruska vom 18. September 1886 bis zum 4. Mai 1891 als Lehrer zur Kriegsschule in Neiße kommandiert. Anschließend nach Köln in das Infanterie-Regiment „Freiherr von Sparr“ (3. Westfälisches) Nr. 16 versetzt, wurde er als überzähliger Major dem Verband aggregiert und am 14. September 1893 zum Bataillonskommandeur ernannt. Unter Stellung à la suite des Regiments kehrte Kruska am 5. April 1898 mit der Ernennung zum Direktor der Kriegsschule nach Neiße zurück und stieg Ende Mai 1899 zum Oberstleutnant auf. Mit der Beförderung zum Oberst trat er am 7. Juli 1901 als Kommandeur des 4. Oberschlesischen Infanterie-Regiments Nr. 63 in den Truppendienst zurück und erhielt anlässlich des Ordensfestes im Januar 1903 den Roten Adlerorden III. Klasse mit Schleife. In Genehmigung seines Abschiedsgesuches wurde Kruska am 24. April 1904 unter Verleihung des Charakters als Generalmajor mit der gesetzlichen Pension zur Disposition gestellt.
Im Ersten Weltkrieg wurde Kruska vom 4. Oktober 1914 bis zum 6. Mai 1915 als Kommandant des Kriegsgefangenenlagers Niederzwehren wiederverwendet. Während seiner Dienstzeit erkrankten rund 7200 Kriegsgefangene, darunter 719 Franzosen an Fleckfieber. Daraufhin verlangte die französische Regierung nach dem Krieg seine Auslieferung als Kriegsverbrecher. Sie unterstellte ihm die absichtliche und vorsätzliche Verbreitung der Krankheit im Lager, der rund 3000 Kriegsgefangene sowie deutsches Wachpersonal und Ärzte zum Opfer fielen. Im Rahmen der Leipziger Prozesse wurde Kruska, wie der ebenso angeklagte Generalleutnant Hans von Schack (1853–1934), vor dem Zweiten Senat des Reichsgerichts in öffentlicher Sitzung in allen Anklagepunkten freigesprochen.
Der 1896 in den erblichen preußischen Adelsstand erhobene Generalleutnant Theodor von Kruska (1841–1896) war sein älterer Bruder.